# Leptopogon albidiventer
Leptopogon albidiventer, "vitbukig tyrann", är en fågelart i familjen tyranner inom ordningen tättingar. Den betraktas oftast som underart till skifferkronad tyrann (Leptopogon superciliaris), men urskiljs sedan 2016 som egen art av Birdlife International och IUCN.
Fågeln förekommer i sydöstra Peru (Cuzco och Puno) samt i yungas i västra Bolivia. Den kategoriseras av IUCN som livskraftig.